# الاتصال بالليزر في الفضاء

رسم تخطيطي يوضح قمرين صناعيين يعملان بالطاقة الشمسية ويتصلان بصريًا في الفضاء عبر الليزر.

الاتصال بالليزر في الفضاء (بالإنجليزية: Laser communication in space)‏ هو استخدام الاتصالات البصرية في الفضاء الخارجي. قد يكون الاتصال كاملاً في الفضاء (رابط ليزر بين الأقمار الاصطناعية) أو في تطبيق الاتصال من الأرض إلى القمر الاصطناعي (اتصال صاعد) أو تطبيق الاتصال من القمر الاصطناعي إلى الأرض (اتصال هابط). تتمثل الميزة الرئيسية لاستخدام الاتصال بالليزر عن موجات الراديو في زيادة عرض النطاق الترددي، مما يتيح نقل المزيد من البيانات في وقت أقل.
يبلغ مدى الاتصالات البصرية في الفضاء الحر حاليًا عدة آلاف من الكيلومترات، وهذا المدى يُعد مناسبًا لخدمة الاتصال بين الأقمار الاصطناعية. ويمكن زيادة المدى لتغطية المسافات بين الكواكب لملايين الكيلومترات، باستخدام التلسكوبات البصرية كموسعات لأشعة الليزر.

## الاختبارات

### قبل عام 1990
في 20 يناير 1968، نجحت الكاميرا التليفزيونية لمركبة الهبوط على القمر Surveyor 7 في استقبال إشارتي ليزر أرجون مُرسلتين من مرصد قمة كت الوطني في أريزونا ومرصد جبل الطاولة في رايتوود، كاليفورنيا. وكان ذلك ما فتح الباب لدراسة إمكانية إرسال إشارات باستخدام الليزر عبر تلك المسافة الكبيرة.

### 1991-2000
في عام 1992، أثبت مسبار جاليليو نجاحه في الكشف أحادي الاتجاه لضوء الليزر من الأرض، حيث شوهد ليزران أرضيان من مسافة 6 ملايين كيلومتر بواسطة المسبار الخارجي.
نفذت اليابان أول تواصل ناجح لاتصالات الليزر من الفضاء في عام 1995 بين القمر الاصطناعي ETS-VI GEO التابع لـوكالة استكشاف الفضاء اليابانية (جاكسا) والمحطة الأرضية البصرية NICT في طوكيو (اليابان) والتي حققت سرعة 1 ميجابت / ثانية. مما فتح المجال للمزيد من الأبحاث في طرق استخدام الليزر في التواصل ونقل المعلومات في الفضاء.

### 2001-2010
في نوفمبر 2001، قد تحقق أول رابط بين الأقمار الاصطناعية بالليزر في العالم في الفضاء، حيث أَجْرَت وكالة الفضاء الأوروبية تواصل بين القمر الاصطناعي أرتميس مع قمر المركز الوطني للدراسات الفضائية CNES المسمى SPOT 4 والمخصص لمراقبة الأرض، وجرى استخدام الليزر لنقل البيانات البصرية بين القمرين. وفي ذلك الاتصال جرى تحقيق سرعة 50 ميجابت في الثانية لنقل البيانات عبر مسافة 40 ألف كيلومتر، وهي مسافة وصلة LEO-GEO. ومنذ عام 2005، يتبادل القمر الاصطناعي أرتميس الإشارات الضوئية ثنائية الاتجاه مع القمر KIRARI، وهو قمر ياباني لاختبار هندسة الاتصالات البصرية بين الأقمار الاصطناعية.
في مايو 2005، جرى تسجيل رقم قياسي للمسافة ثنائية الاتجاه للاتصالات بواسطة جهاز قياس الارتفاع الليزري على متن المركبة الفضائية ماسنجر. حيث جرى تصميم ليزر النيوديميوم الذي يُصدر الأشعة تحت الحمراء من الصمام الثنائي، والمصمم كمقياس للارتفاع بالليزر لمهمة مدار عطارد، وكان قادرًا على الاتصال عبر مسافة 24 مليون كيلومتر (15 مليون ميل)، حين اقتربت المركبة من الأرض في رحلة طيران.
في عام 2006، نفذت اليابان أول اتصال بالليزر إلى الأرض، بين القمر LEO ومحطة NICT الأرضية للاتصالات البصرية.
في عام 2008، استخدمت وكالة الفضاء الأوروبية (ESA) تقنية اتصالات الليزر المصممة لإرسال 1.8 جيجابت / ثانية عبر مسافة 45000 كم، وهي مسافة ارتباط [«[مدار أرضي منخفض|مدار أرضي منخفض LEO]] - مدار جغرافي ثابت GEO». جرى اختبار هذه المحطة بنجاح أثناء التحقق في المدار باستخدام قمر الرادار الألماني TerraSAR-X والقمر الأمريكي NFIRE. جرى بناء محطتي اتصالات الليزر (Laser Communication Terminals LCT) المستخدمتين خلال هذه الاختبارات من قِبل الشركة الألمانية Tesat-Spacecom بالتعاون مع مركز الفضاء الألماني (DLR).

### 2011-2020

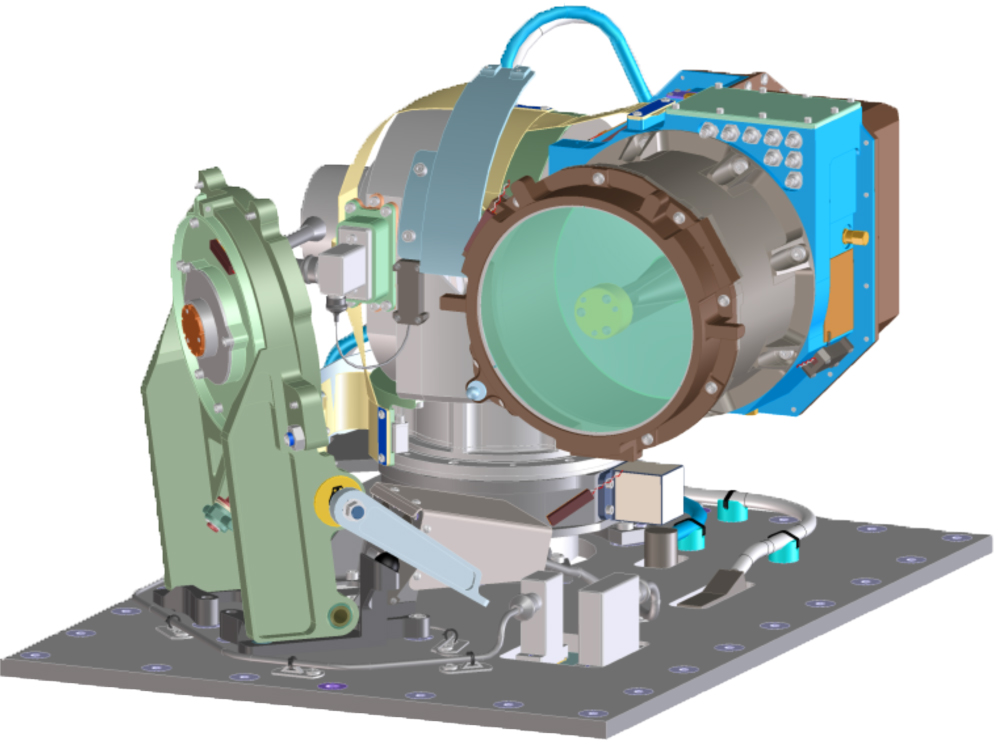
تصوير الوحدة البصرية للـ LLCD

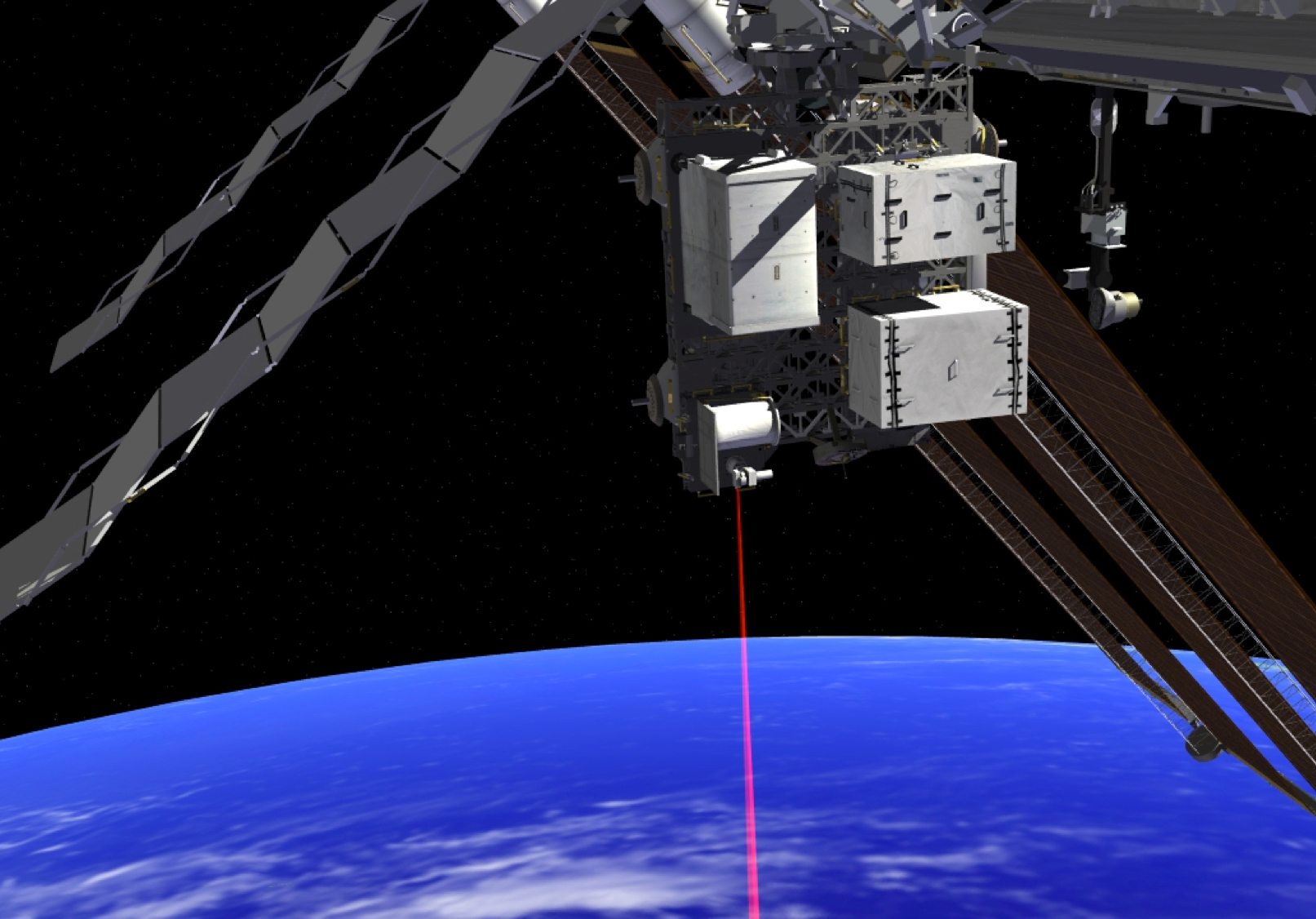
تجربة "OPALS" الناجحة

في يناير 2013، استخدمت وكالة ناسا أشعة الليزر لإرسال صورة الموناليزا إلى المركبة المدارية الاستطلاعية القمرية لمسافة حوالي 390,000 كـم (240,000 ميل). وجرى استخدام خوارزمية تصحيح الخطأ المشابهة لتلك المستخدمة في الأقراص المدمجة، وذلك للتعويض عن تأثير التداخل الجوي.
في سبتمبر 2013، كان نظام الاتصال بالليزر واحدًا من أربعة أدوات علمية جرى إطلاقها مع مهمة ناسا لاستكشاف الغلاف الجوي وبيئة الغبار للقمر ( مستكشف بيئة الغبار والغلاف الجوي القمريLADEE). وبعد شهر من الوصول إلى القمر و 40 يومًا من فحص المركبات الفضائية، بدأت تجارب اتصالات الليزر على مدى ثلاثة أشهر خلال أواخر عام 2013 وأوائل عام 2014. حددت البيانات الأولية، التي حُصل عليها من مُعِدَّة الاتصالات الليزرية القمرية (مستكشف بيئة الغبار والغلاف الجوي القمري LLCD) الموجودة على LADEE، سجلًا لعرض النطاق الترددي للاتصالات الفضائية في أكتوبر 2013، عندما استخدمت الاختبارات الأولى شعاع ليزر نبضي لنقل البيانات عبر مسافة 385,000 كـم (239,000 ميل) بين القمر والأرض، وجرى نقل البيانات «بمعدل تنزيل قياسي قدره 622 ميغابت في الثانية»، وكذلك معدل تحميل بيانات خالٍ من الأخطاء يبلغ 20 ميغابت / ثانية من محطة أرضية إلى LADEE في مدار القمر. تعد تجربة LLCD أول محاولة لوكالة ناسا للاتصال الفضائي ثنائي الاتجاه باستخدام الليزر البصري بدلاً من الموجات الراديوية، وقد أدت إلى تطوير أنظمة الليزر التشغيلية على أقمار ناسا الاصطناعية في السنوات التالية.
في نوفمبر 2013، عُرض اتصال الليزر من طائرة نفاثة تورنادو بنجاح لأول مرة. حيث جرى استخدام محطة ليزر تابعة لشركة Mynaric الألمانية (المعروفة سابقًا باسم ViaLight Communications) لنقل البيانات بمعدل 1 جيجابت / ثانية على مسافة 60 كم وبسرعة طيران تبلغ 800 كم / ساعة. كانت التحديات الإضافية في هذا السيناريو هي مناورات الطيران السريع والاهتزازات القوية وتأثيرات الاضطرابات الجوية. جرى تمويل التجربة التوضيحية من قِبل إيرباص EADS Cassidian ألمانيا وأُجْرِيَت بالتعاون مع مركز الفضاء الألماني DLR.
في نوفمبر 2014، نُفذ أول استخدام على الإطلاق لاتصالات تعتمد على ليزر جيجابت كجزء من نظام تبادل البيانات الأوروبي (EDRS). أُجرايت عروض إيضاحية أخرى للنظام والخدمات التشغيلية في عام 2014. وجرى إرسال البيانات من قمر الاتحاد الأوروبي Sentinel-1A في المدار الأرضي المنخفض عبر رابط بصري إلى ESA-Inmarsat Alphasat في GEO ثم نُقِلَت إلى محطة أرضية باستخدام الوصلة الهابطة ذات النطاق Ka-band التقليدي. يمكن أن يوفر النظام الجديد سرعات لنقل البيانات تصل إلى 7.2 جيجابت / ثانية. يُطلق على محطة الليزر في Alphasat اسم TDP-1 ولا تزال تُستخدم بانتظام لإجراء الاختبارات. أُطلقت أول محطة EDRS والمسماة (EDRS-A) للاستخدام الفعلي محمولة على المركبة الفضائية Eutelsat EB9B وبدأت تعمل في ديسمبر 2016. تقوم المحطة بشكل روتيني بتنزيل بيانات كبيرة الحجم من المركبتين الفضائيتين Sentinel 1A/B و Sentinel 2A/B إلى الأرض. وحتى أبريل 2019 كانت قد قامت بتنفيذ أكثر من 20000 رابط (11 PBit).
في ديسمبر 2014، أعلنت وكالة ناسا عن تجربة OPALS التي تًعد طفرة في اتصالات الليزر من الفضاء إلى الأرض، حيث جرى التنزيل بسرعة 400 ميغا بت في الثانية. وكان هذا النظام قادرًا أيضًا على إعادة الحصول على التتبع بعد فقدان الإشارة بسبب الغطاء السحابي. جرى إطلاق تجربة OPALS في 18 أبريل 2014 إلى محطة الفضاء الدولية لإجراء مزيد من الاختبار لإمكانية استخدام الليزر لنقل البيانات إلى الأرض من الفضاء.
أُجْرِيَ أول عرض توضيحي لـ lasercom من المدار الأرضي المنخفض إلى الأرض باستخدام قمر صناعي صغير هو ( SOCRATES ) بواسطة NICT في عام 2014، وأُجريت التجارب الكمية المحدودة من الفضاء باستخدام نفس القمر الاصطناعي في عام 2016.
في فبراير 2016، أعلنت شركة Google X أنها حققت اتصالاً مستقرًا لاتصالات الليزر بين بالونين في طبقات الستراتوسفير على مسافة 100 كيلومتر (62 ميلًا) كجزء من مشروع لوون. كان الاتصال مستقرًا على مدار عدة ساعات وأثناء النهار والليل وبلغ معدل تبادل البيانات 155 ميجابت / ثانية.
في يونيو 2018، أعلن معمل الاتصال على فيسبوك (المرتبط بـ Facebook Aquila ) عن تحقيق اتصال جو-أرض ثنائي الاتجاه بسرعة 10 جيجابت / ثانية بالتعاون مع "Mynaric". أجريت الاختبارات من طائرة تقليدية من طراز Cessna على مسافة 9 كيلومترات من المحطة الأرضية البصرية. في حين أن سيناريو الاختبار كان لديه اهتزازات هي الأسوأ، واضطراب في الغلاف الجوي، وتغيُر السرعة الزاوية مقارنة بمنصة الستراتوسفير، فإن الوصلة الصاعدة (من الأرض إلى الفضاء) عملت بشكل لا تشوبه شائبة وحققت اتصال بنسبة 100٪ في جميع الأوقات، في حين انخفض معدل نقل الوصلة الهابطة (من الفضاء إلى الأرض) في بعض الأحيان إلى حوالي 96٪ بسبب مُعامل برمجي غير مثالي قيل إنه يمكن إصلاحه بسهولة.
في أبريل 2020، قام الرابط البصري الصغير لمحطة الفضاء الدولية (Small Optical Link for International Space Station SOLISS) الذي أنشأته منظمة استكشاف الفضاء اليابانية (جاكسا) ومختبرات سوني لعلوم الكمبيوتر، بإجراء اتصالًا ثنائي الاتجاه بين محطة الفضاء الدولية وتلسكوب تابع للمعهد الوطني لتكنولوجيا المعلومات والاتصالات في اليابان.
في 29 نوفمبر 2020، أطلقت اليابان القمر الاصطناعي لنقل البيانات الضوئية بين الأقمار الاصطناعية بتقنية اتصالات الليزر عالية السرعة، المسمى LUCAS (نظام الاتصال باستخدام الليزر Laser Utilizing Communication System).

### من 2021 إلى الوقت الحاضر
في يونيو 2021، أطلقت وكالة تطوير الفضاء الأمريكية اثنين من الأقمار مكعبات 12U على متن رحلة سبيس إكس فالكون9 Transporter-2 إلى مدار متزامن مع الشمس. من المتوقع أن توضح المهمة روابط اتصال الليزر بين الأقمار الاصطناعية و الطائرة بدون طيار إم كيو-9 ريبر MQ-9 Reaper التي يُتَحَكَّمُ فيها عن بعد.

### المهام المستقبلية
تخطط ناسا لإطلاق العرض التوضيحي لاتصالات الليزر كجزء من USAF STP-3 في نوفمبر 2021، للتواصل بين GEO وسطح الأرض.
ستُخْتَبَرُ اتصالات الليزر في الفضاء البعيد في مهمة مركبة سايكي الفضائية Psyche إلى كويكب الحزام الرئيسي 16 سايكي، المخطط إطلاقه في عام 2022. يسمى هذا النظام بالاتصالات الضوئية للفضاء البعيد، ومن المتوقع أن يزيد أداء وكفاءة اتصالات المركبات الفضائية بنسبة 10 إلى 100 مرة مقارنة بالوسائل التقليدية.
سيظهر NICT الياباني في عام 2022 كأسرع وصلة LASERCOM ثنائية الاتجاه بين المدار GEO والأرض بسرعة تصل إلى 10 جيجابت / ثانية باستخدام تواصل عالي السرعة مع آلة ليزر متقدمة (High-speed Communication with Advanced Laser Instrument HICALI) الموجودة على متن ETS-9 (هندسة اختبار القمر الاصطناعي IX )، وكذلك أول وصلة بين الأقمار الاصطناعية بنفس السرعة العالية بين CubeSat في LEO و HICALI في GEO بعد عام واحد.

## الإستخدام التجاري
تسعى شركات مثل سبيس إكس وفيسبوك وجوجل وسلسلة من الشركات الناشئة حاليًا إلى اتباع مفاهيم مختلفة تعتمد على تقنية الاتصال بالليزر. يمكن العثور على التطبيقات التجارية الواعدة في الربط البيني للأقمار الاصطناعية أو المنصات العالية الارتفاع لبناء العمود الفقري للشبكة البصرية عالية الأداء. تشمل التطبيقات الأخرى إرسال كميات كبيرة من البيانات مباشرة من قمر صناعي أو طائرة أو مركبة جوية بدون طيار (UAV) إلى الأرض.

### العاملين
ترغب العديد من الشركات في استخدام اتصالات الليزر في الفضاء للأقمار الاصطناعية في مدار أرضي منخفض لتوفير وصول عالمي عالي السرعة إلى الإنترنت. يجري متابعة مفاهيم مماثلة لشبكات الطائرات ومنصات الستراتوسفير.
| المشروع                                                        | فكرة المشروع | المجال                                    | سيناريو                                   | معدل نقل البيانات | المورد                      | الحالة       |
| -------------------------------------------------------------- | --- | ----------------------------------------- | ----------------------------------------- | ----------------- | --------------------------- | ------------ |
| نظام تبادل البيانات الأوروبي European Data Relay System (EDRS) | نقل بيانات إلى الأقمار في مدار جغرافي ثابت GEO من مدار أرضي منخفض LEO قمر صناعي لرصد الأرض و مهام استخبارات ومراقبة واكتساب الهدف واستطلاع      | مدار جغرافي ثابت GEO، مدار أرضي منخفض LEO | الفضاء إلى الفضاء                         | 1.8 جيجا بت / ث   | Tesat-Spacecom              | جاري العمل   |
| SDA National Defense Space Architecture                        | كوكبة LEO المنتشرة تتكون من طبقات متعددة تخدم احتياجات وزارة الدفاع (الولايات المتحدة)                                                          | مدار أرضي منخفض LEO                       | الفضاء إلى الفضاء                         |                   |                             | قيد التطوير  |
| DARPA Blackjack وكالة مشاريع البحوث المتطورة الدفاعية          | جهود الحد من المخاطر لاختبار جدوى القدرات الفضائية العسكرية الجديدة في المدار الأرضي المنخفض.                                                   | مدار أرضي منخفض LEO                       | الفضاء إلى الفضاء                         |                   | Mynaric, SA Photonics       | قيد التطوير  |
| اتصالات الليزر الخفيفة                                         | كوكبة أقمار اصطناعية للاتصالات اللاسلكية العالمية تُكون العمود الفقري للشبكة في الفضاء                                                           | مدار أرضي متوسط MEO                       | الفضاء إلى الفضاء، الفضاء إلى الأرض       | 100 جيجا بت / ث   | Ball Aerospace Technologies | قيد التطوير  |
| WarpHub InterSat                                               | خدمات عبر الأقمار الاصطناعية لنقل البيانات في مدار أرضي منخفض LEO لأقمار مراقبة الأرض، والاتصال من الفضاء إلى الأرض باستخدام الموجات الراديوية. | مدار أرضي متوسط MEO                       | الفضاء إلى الفضاء                         | 1 جيجا بت / ث     |                             | قيد التطوير  |
| BridgeComm                                                     | انتقال هابط للبيانات من أقمار رصد الأرض في LEO إلى الأرض                                                                                        | LEO                                       | الفضاء إلى الأرض                          | 1 جيجا بت / ث     | Surrey Satellite Technology | قيد التطوير  |
| Cloud Constellation                                            | تأمين تخزين البيانات على الأقمار الصناعية واتصالات آمنة عابرة للقارات                                                                           | LEO                                       | الفضاء إلى الفضاء                         |                   | Mynaric                     | قيد التطوير  |
| EOS SpaceLink                                                  | خدمات نقل البيانات من أقمار في المدار الأرضي المتوسط MEO إلى أقمار في المدار الأرضي المنخفض LEO                                                 | مدار أرضي متوسط MEO، LEO                  | الفضاء إلى الفضاء                         |                   | Mynaric                     | قيد التطوير  |
| LeoSat                                                         | كوكبة أقمار اصطناعية للاتصالات اللاسلكية | LEO                                       | الفضاء إلى الفضاء                         |                   | Thales Alenia Space         | انتهت        |
| Starlink                                                       | كوكبة أقمار اصطناعية للاتصالات اللاسلكية | LEO                                       | الفضاء إلى الفضاء                         |                   | SpaceX / Starlink           | قيد الاختبار |
| OneWeb Gen Two                                                 | كوكبة أقمار اصطناعية للاتصالات اللاسلكية | LEO                                       | الفضاء إلى الفضاء                         |                   |                             | قيد التطوير  |
| Telesat LEO constellation                                      | كوكبة أقمار اصطناعية للاتصالات اللاسلكية | LEO                                       | الفضاء إلى الفضاء                         |                   |                             | قيد التطوير  |
| Analytical Space                                               | شبكة نقل بيانات بصرية/راديوية هجينة في الفضاء لأقمار رصد الأرض                                                                                  | LEO                                       | الفضاء إلى الأرض                          |                   |                             | قيد التطوير  |
| Google Loon                                                    | اتصالات للمناطق الريفية والنائية توفرها شبكة بالونات الستراتوسفير                                                                               | ستراتوسفير                                | من الهواء إلى الهواء (داخل الغلاف الجوي)  | 0.155 جيجا بت / ث |                             | انتهى        |
| Facebook Aquila                                                | الاتصالات للمناطق الريفية والنائية توفرها شبكة من المنصات عالية الارتفاع                                                                        | ستراتوسفير                                | من الهواء إلى الهواء، من الهواء إلى الأرض | 10 جيجا بت / ث    | Mynaric                     | انتهى        |

### الموردين
قد تنشأ سوق كبيرة لمعدات الاتصالات بالليزر عندما تتحقق هذه المشاريع بالكامل. التطورات الجديدة من قبل موردي المعدات تمكن وجود الاتصالات بالليزر مع تقليل التكلفة. ويجري تعديل شعاع الليزر، وتطوير البرمجيات، والـ gimbals. كذلك يجري العمل على معالجة مشاكل التبريد وتحسن تقنية الكشف عن الفوتون.  ومن الشركات البارزة النشطة حاليا في السوق:
| الشركة                      | حالة المنتج     |
| --------------------------- | --------------- |
| الكرة الفضاء و هانيويل [1]  | في التطوير      |
| وكالة الفضاء الإكوادورية    | TRL9-في الإنتاج |
| Hensoldt                    |                 |
| ابتكارات LGS                |                 |
| Mynaric                     |                 |
| سوني                        | في التطوير      |
| Surrey Satellite Technology | في التطوير      |
| Tesat-Spacecom              | في الإنتاج      |
| تاليس ألينيا سبيس           |                 |
| Transcelestial [5]          | في التطوير      |
| Mostcom JSC                 | في التطوير      |

## الاتصالات الآمنة
يُفترض وجود اتصالات آمنة باستخدام الليزر "N-Slit interferometer" حيث تأخذ إشارة الليزر شكل نمط قياس التداخل، وأي محاولة لاعتراض الإشارة تسبب انهيار نمط قياس التداخل. تستخدم هذه التقنية مجموعات من الفوتونات التي لا يمكن تمييزها وقد ثبت أنها تعمل على مسافات الانتشار العملية ومن حيث المبدأ يمكن تطبيقها على مسافات شاسعة في الفضاء.
على افتراض تكنولوجيا الليزر المتاحة، والنظر في اختلاف الإشارات interferometric، والاتصال بين الأقمار الاصطناعية وبعضها البعض على مسافات تُقدَّر بنحو 000 2 كيلومتر، فإن هذه التقديرات تنطبق على مجموعة من الأقمار الاصطناعية التي تدور حول الأرض. وبالنسبة للمركبات الفضائية أو المحطات الفضائية، يُقدَّر أن نطاق الاتصالات سيزيد حتى 10 آلاف كيلومتر. جرى اختيار هذا النهج لتأمين الاتصالات من الفضاء إلى الفضاء من قبل "Laser Focus World" باعتبارها واحدة من أعلى الضوئيات تطورا عام 2015.

## مزيد من القراءة
- David G. Aviv (2006): Laser Space Communications, ARTECH HOUSE. (ردمك 1-59693-028-4)النظام القياسي الدولي لترقيم الكتب 1-59693-028-4.